# Ruinaulta
Die Ruinaulta oder Rheinschlucht ist eine bis zu 400 Meter tiefe und rund 13 Kilometer lange Schlucht des Vorderrheins zwischen Ilanz und der Mündung des Hinterrheins bei Reichenau im Kanton Graubünden in der Schweiz. Der rätoromanische Name ‚Ruinaulta’ ist zusammengesetzt aus den beiden Wörtern Ruina (deutsch «Geröllhalde» und «Abbruch») und aulta (deutsch «hoch»).
Das 2028 Hektaren grosse Gebiet der Schlucht von Castrisch bis Trin ist als Landschaftsschutzgebiet im Bundesinventar der Landschaften und Naturdenkmäler von nationaler Bedeutung verzeichnet. Zudem befindet sich die Schlucht am Rand des Gebiets der «Tektonikarena Sardona», die 2008 von der UNESCO in das Verzeichnis des Weltnaturerbes aufgenommen wurde.

## Entstehung

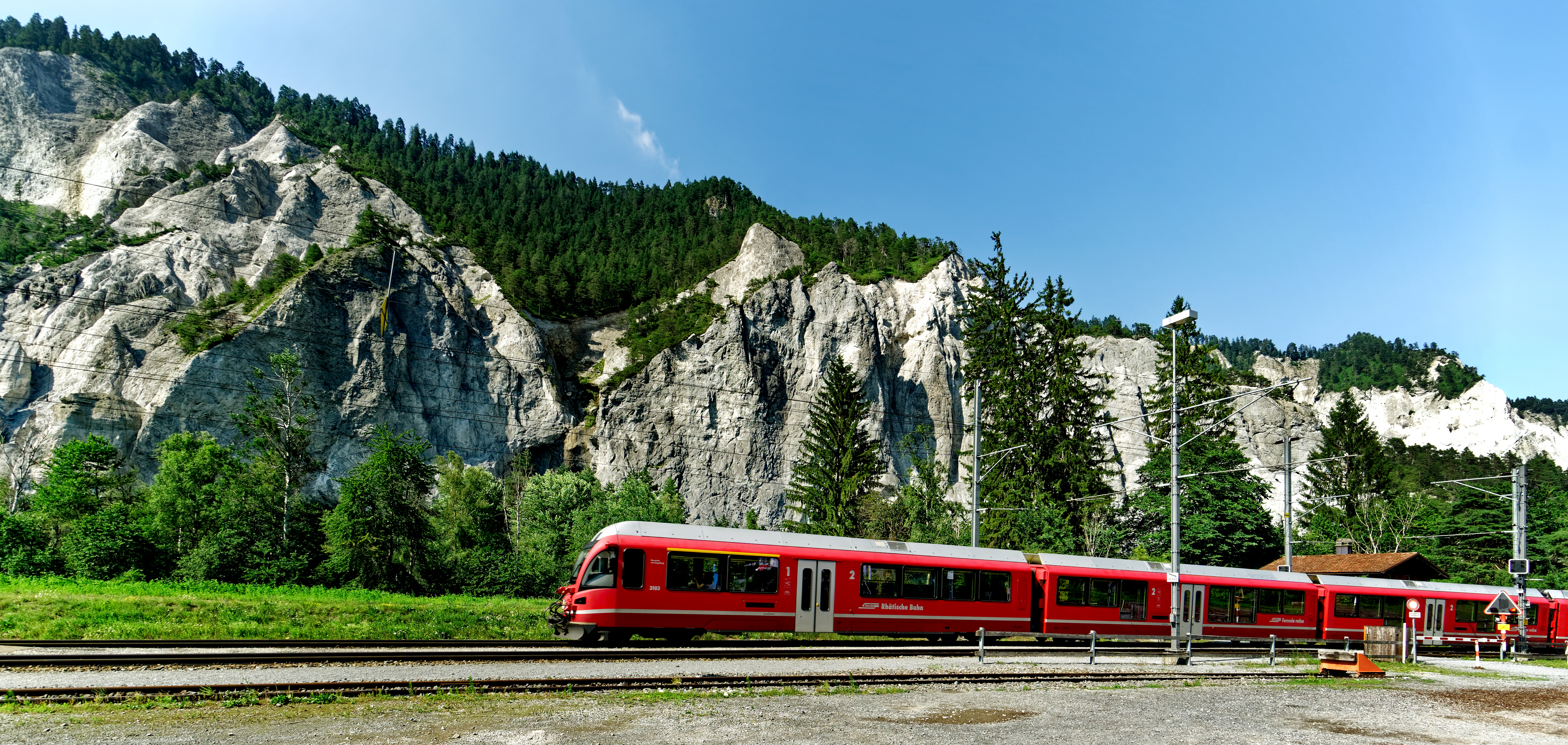
Die Rhätische Bahn in der Rheinschlucht.

Die Schlucht der Ruinaulta entstand nach dem Flimser Bergsturz vor beinahe 10'000 Jahren. Damals brachen zwischen dem Flimserstein und dem Piz Grisch über 10 Milliarden Kubikmeter Fels ab und begruben das Vorderrheintal zwischen den heutigen Dörfern Castrisch und Reichenau unter einer mehrere hundert Meter mächtigen Schuttmasse.
Da der Vorderrhein nicht mehr abfliessen konnte, wurde auf einer Länge von circa 25 km ein See aufgestaut. Im Laufe der Zeit schnitt sich der Fluss tief in die lockeren Bergsturzmassen ein, und das Wasser aus dem entstandenen See konnte wieder abfliessen. Als mit der Erosion der Bergsturzfächer bis auf die Talsohle durchschnitten war, bildete die Ruinaulta eine Schlucht mit steilen Kalkstein-Schuttklippen, die nach und nach weiter abgetragen werden. Dadurch entstanden imposante Erosionsformationen an den Talflanken.

## Verkehrsgeografie
Die Flusslandschaft im wilden Tal ist über weite Strecken unzugänglich. Der einzige durchgehende Verkehrsweg durch die Schlucht ist die Strecke der Rhätischen Bahn. In der Schlucht liegen die Bahnhöfe von Trin, Versam-Safien und Valendas-Sagogn, die von den Ortschaften auf den Anhöhen und Plateaus der Umgebung über Strassen erreichbar sind.
Ein Wanderweg verbindet entlang der Bahnstrecke die Haltestellen Reichenau und Trin Station. Beim Bahnhof von Trin überspannt die Fussgängerbrücke Punt Ruinaulta den Rhein. Auch von Versam Station bis Ilanz besteht ein Wanderweg. Ein geplanter durchgehender Wanderweg im Abschnitt zwischen der Station Trin der Rhätischen Bahn und der Isla Bella bei der Mündung der Rabiosa wird hingegen gemäss einem Bundesgerichtsentscheid nicht gebaut. Nur ein «Projekt von nationalem Interesse» hätte gemäss Gericht eine Störung des geschützten Auengebiets und der dort brütenden Flussuferläufer gerechtfertigt. An der Isla Bella vorbei führt ein Wanderweg von Trin und über die Eisenbahnbrücke zur Station Versam.
Die südliche Strasse von Ilanz über Versam nach Bonaduz verläuft hoch oberhalb der Schlucht und überquert auf den beiden Versamer Tobelbrücken die Schlucht der Rabiusa. Die Hauptstrasse 19 umgeht die Landschaft der Ruinaulta im Norden über den Talpass von Flims. Beim Bahnhof Valendas-Sagogn steht eine Strassenbrücke, die von Sagogn her den Zugang zum Bahnhof ermöglicht. Sie stellt die einzige Strassenverbindung der beiden Ufer zwischen Ilanz und Reichenau dar.

## Natur

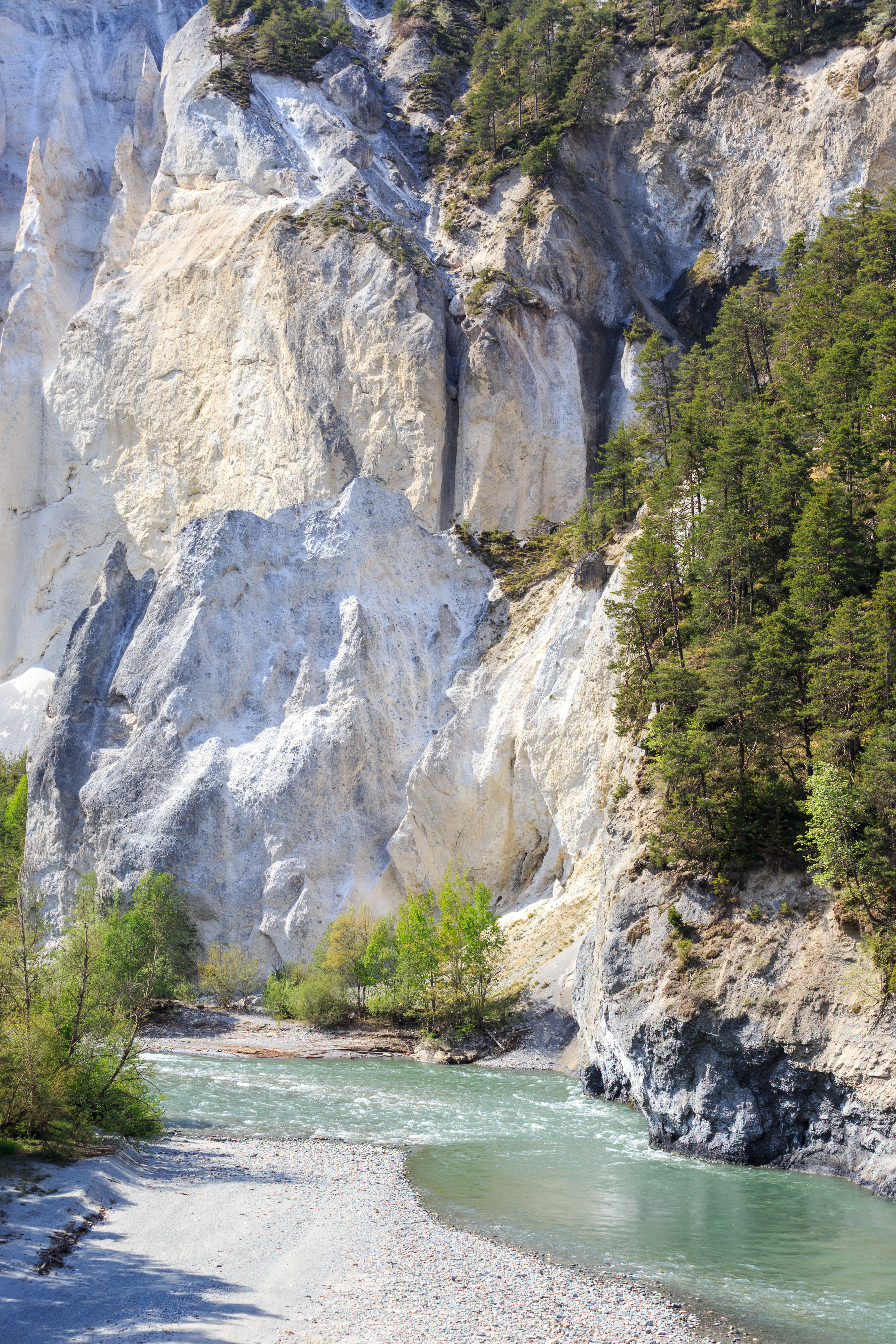
In der Ruinaulta bei Versam

Das Gebiet der Ruinaulta weist verschiedene Landschaftstypen auf. Neben den Auengebieten am Fluss bieten trockene Berghänge und Wälder an den Talflanken unterschiedliche Bedingungen für Habitate einer vielfältigen Flora und Fauna. Im Talboden entstehen immer wieder neue Flusskies-Pionierfluren und auf höher liegenden Stellen Grauerlenwälder. Das Auengebiet bei Castrisch ist als Auenlandschaft von nationaler Bedeutung definiert. Daneben liegt das Flachmoor von Isla Sut. An den südexponierten Erosionshängen haben sich stellenweise eine Kalkschuttflur, Erikaheide oder trockenwarmes Gebüsch ausgebreitet. In Felspartien brütet der Wanderfalke. In der Schlucht sind mehr als 350 Arten von Schmetterlingen nachgewiesen. An den feuchten Schattenhängen wachsen Tannen- und Fichtenwälder und an lichten Gebieten sowie auf Flächen mit Trockenwiesen verschiedene Orchideenarten.

## Tourismus
Durch die Ruinaulta werden Rafting-Fahrten angeboten.
Die Schlucht wird in der Tourismuswerbung gelegentlich als «Swiss Grand Canyon» vermarktet.

### Aussichtsplattformen
Sieben Plattformen bieten weite Ausblicke in die Ruinaulta:
- Il spir bei Flims-Conn, erstellt 2006 von Corinna Menn[6]
- Alix bei Valendas
- Islabord an der Strasse von Versam zur RhB-Station Versam-Safien
- Spitg an der Ostseite des Versamertobels
- Wackenau beim Burghügel der Burg Wackenau
- Zault an der Strasse nach Bonaduz, erstellt 2010 von Walter Bieler
- Crap Signina oberhalb Sagogn, erstellt 2015

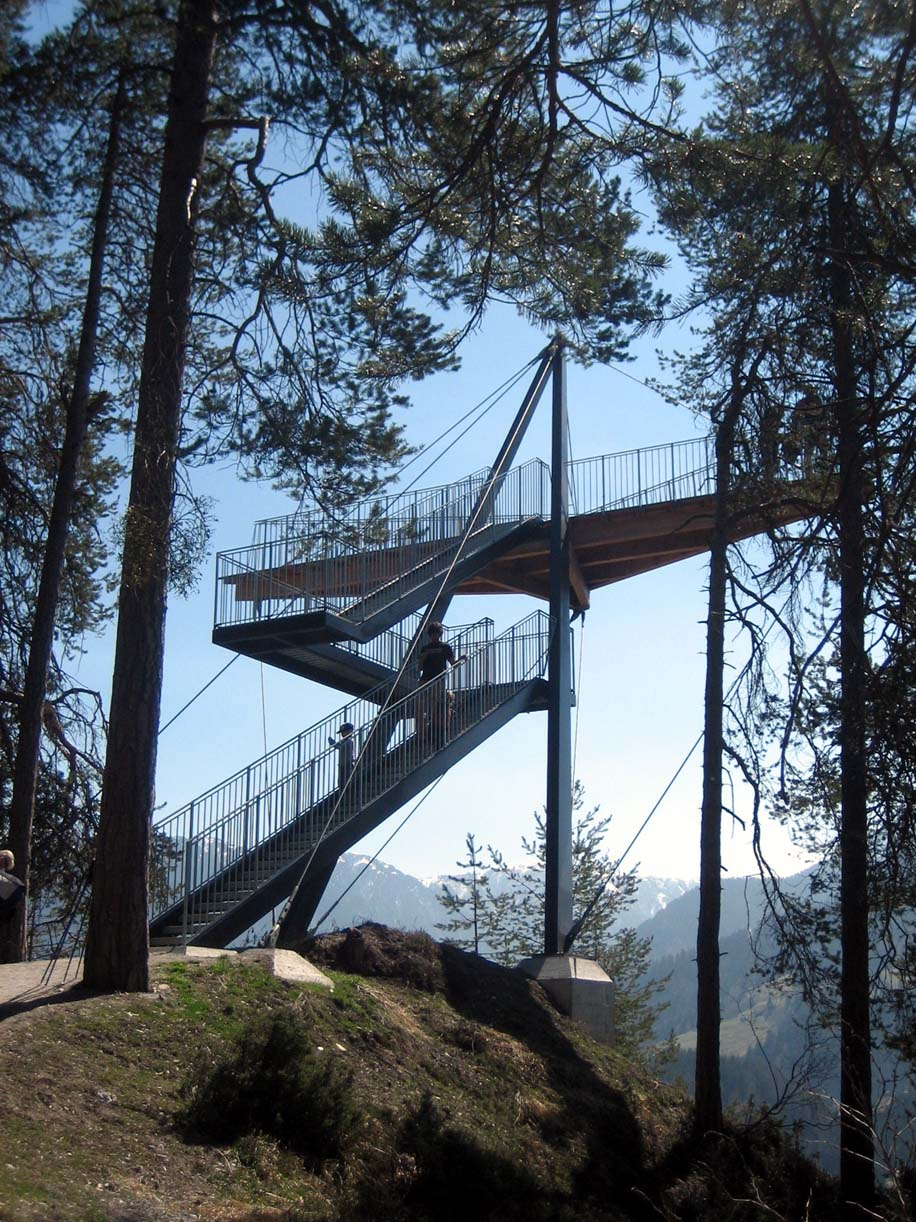
Il spir
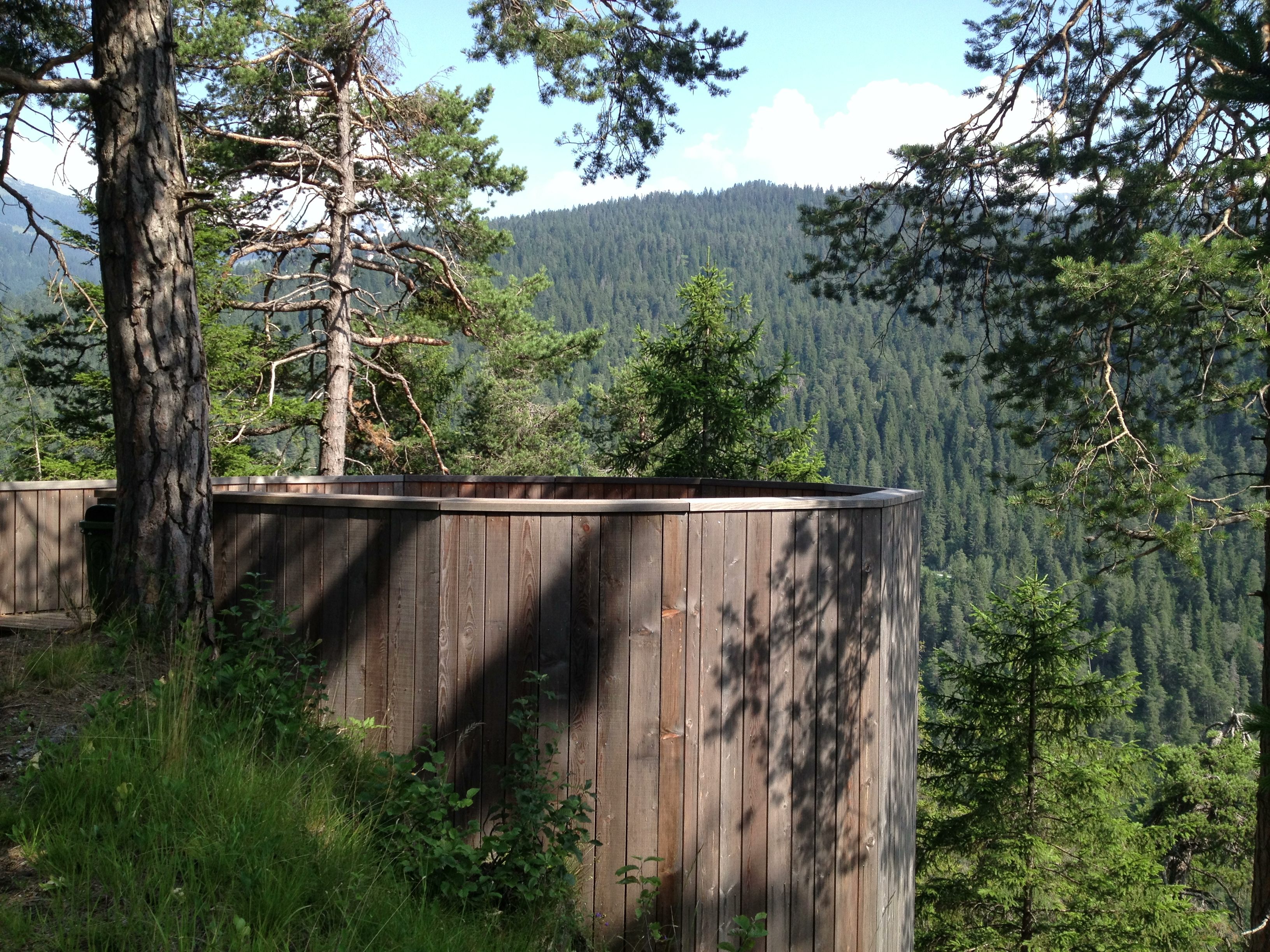
Alix
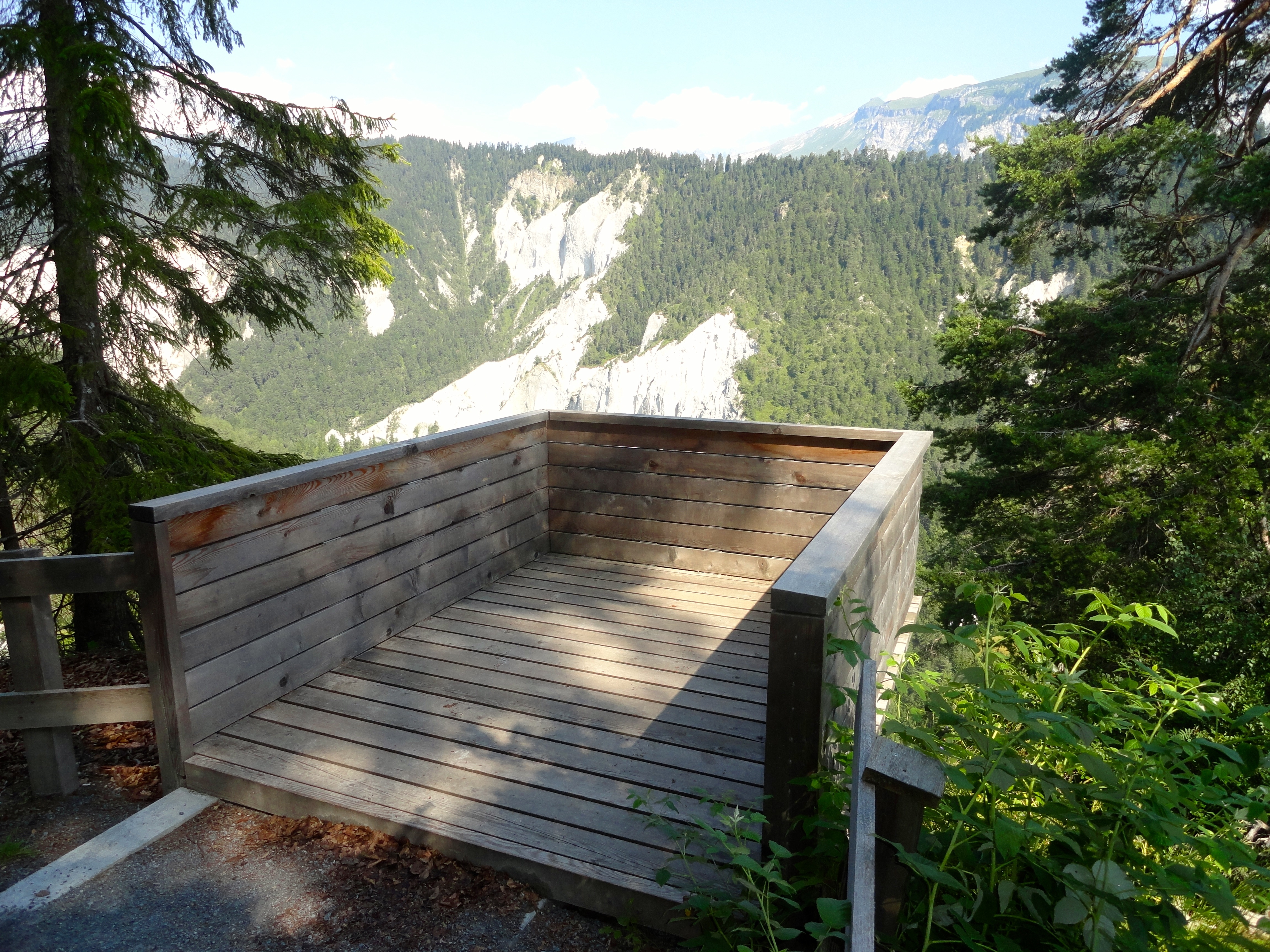
Islabord
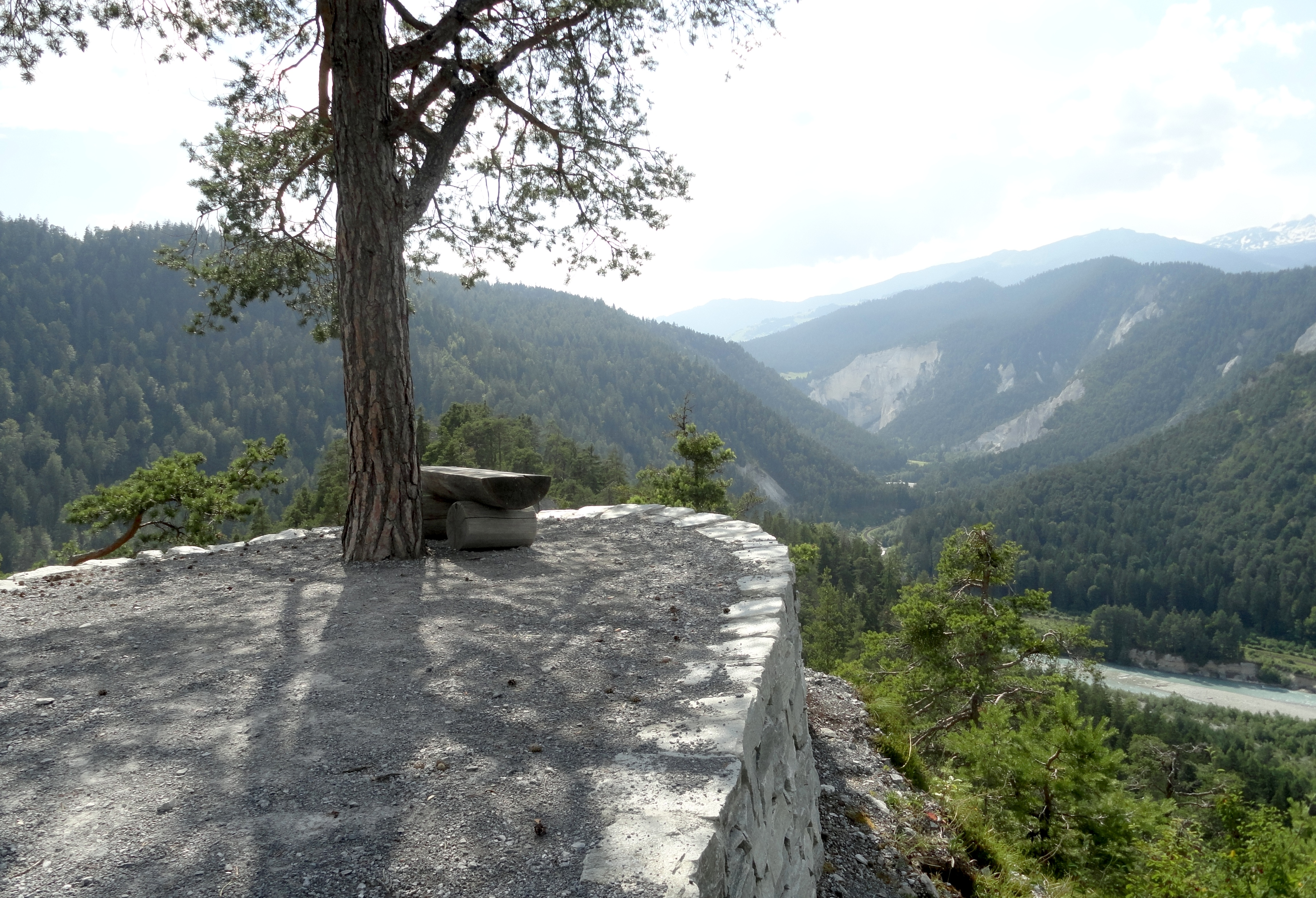
Spitg

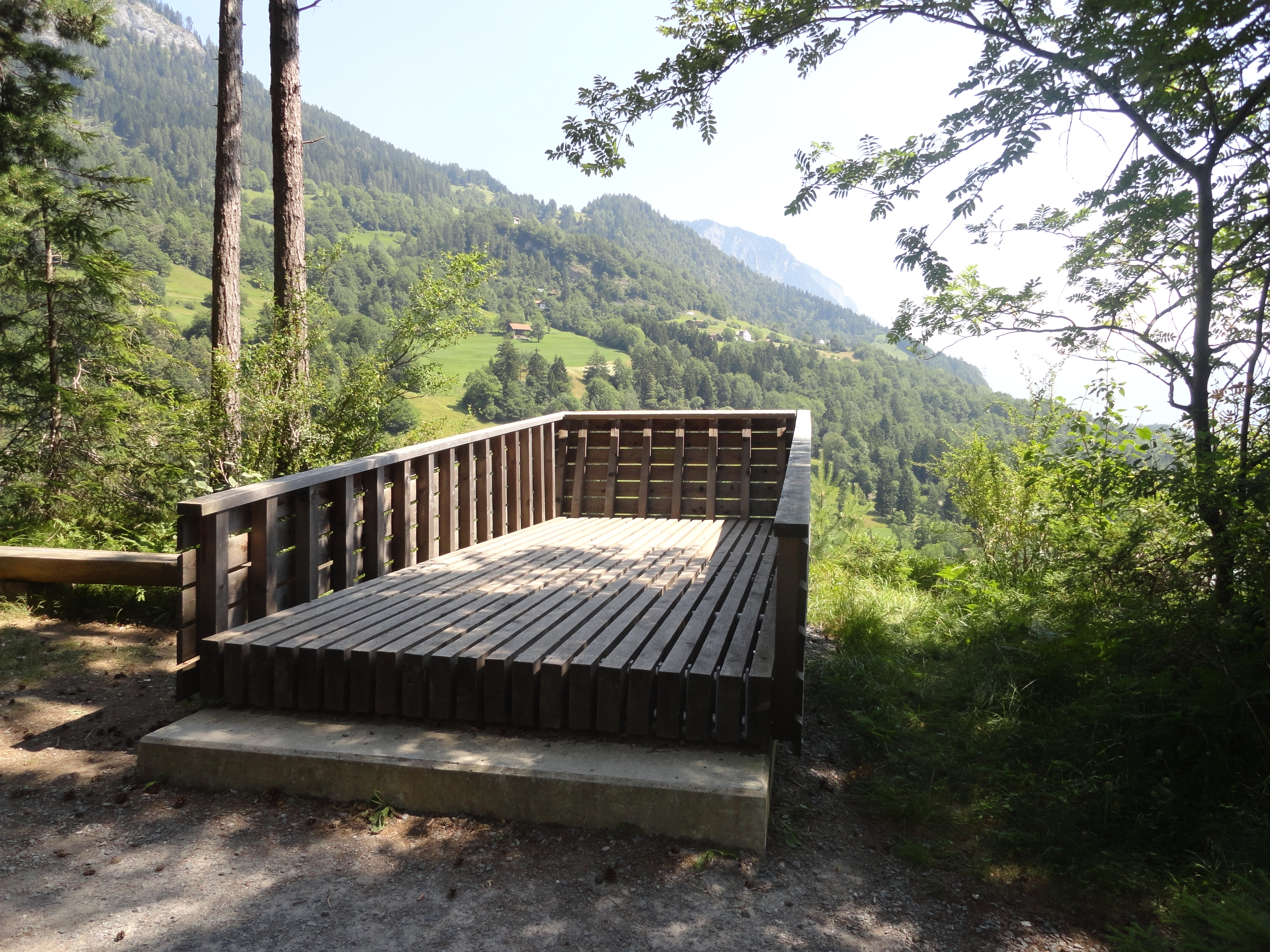
Wackenau
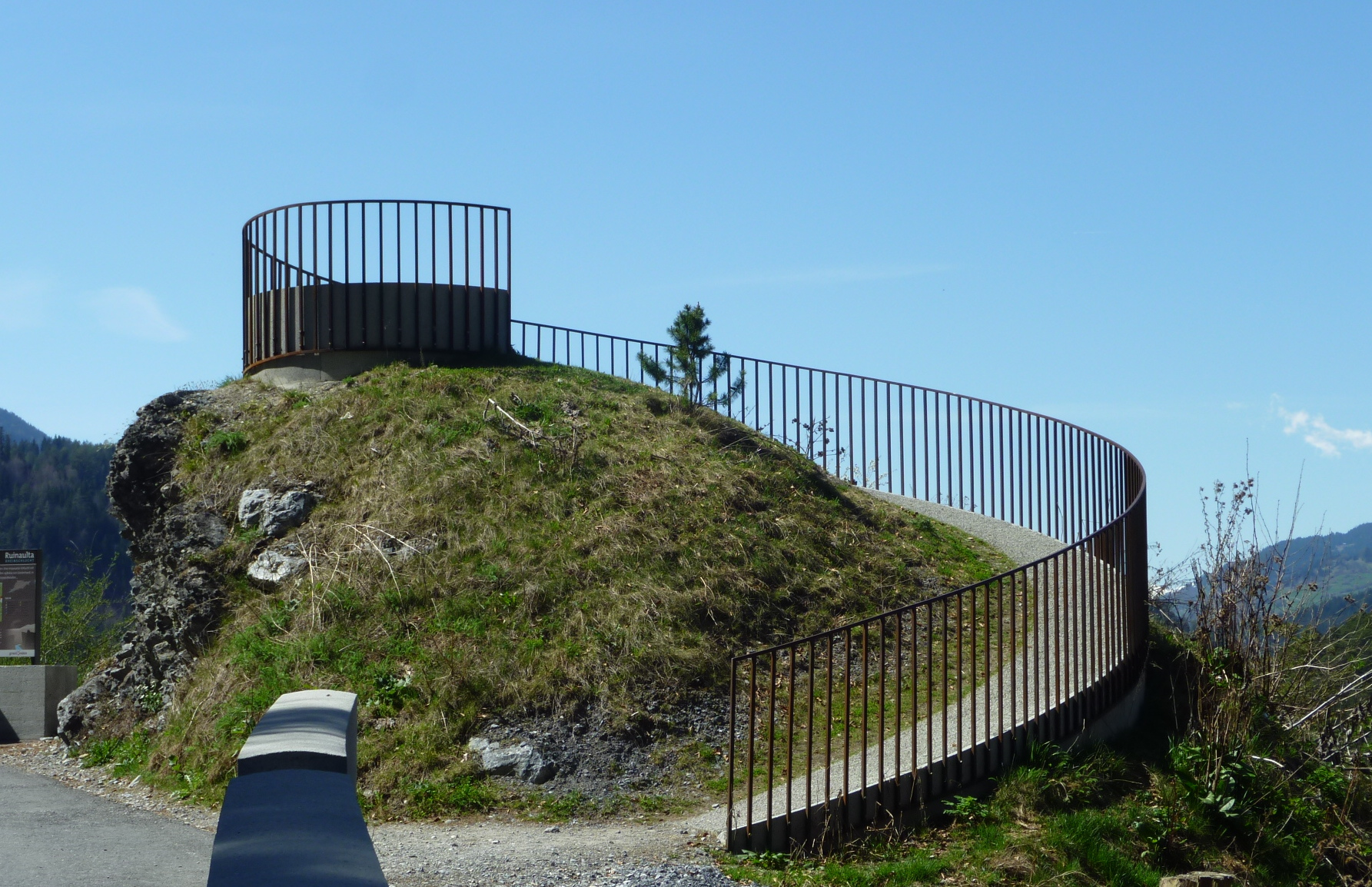
Zault
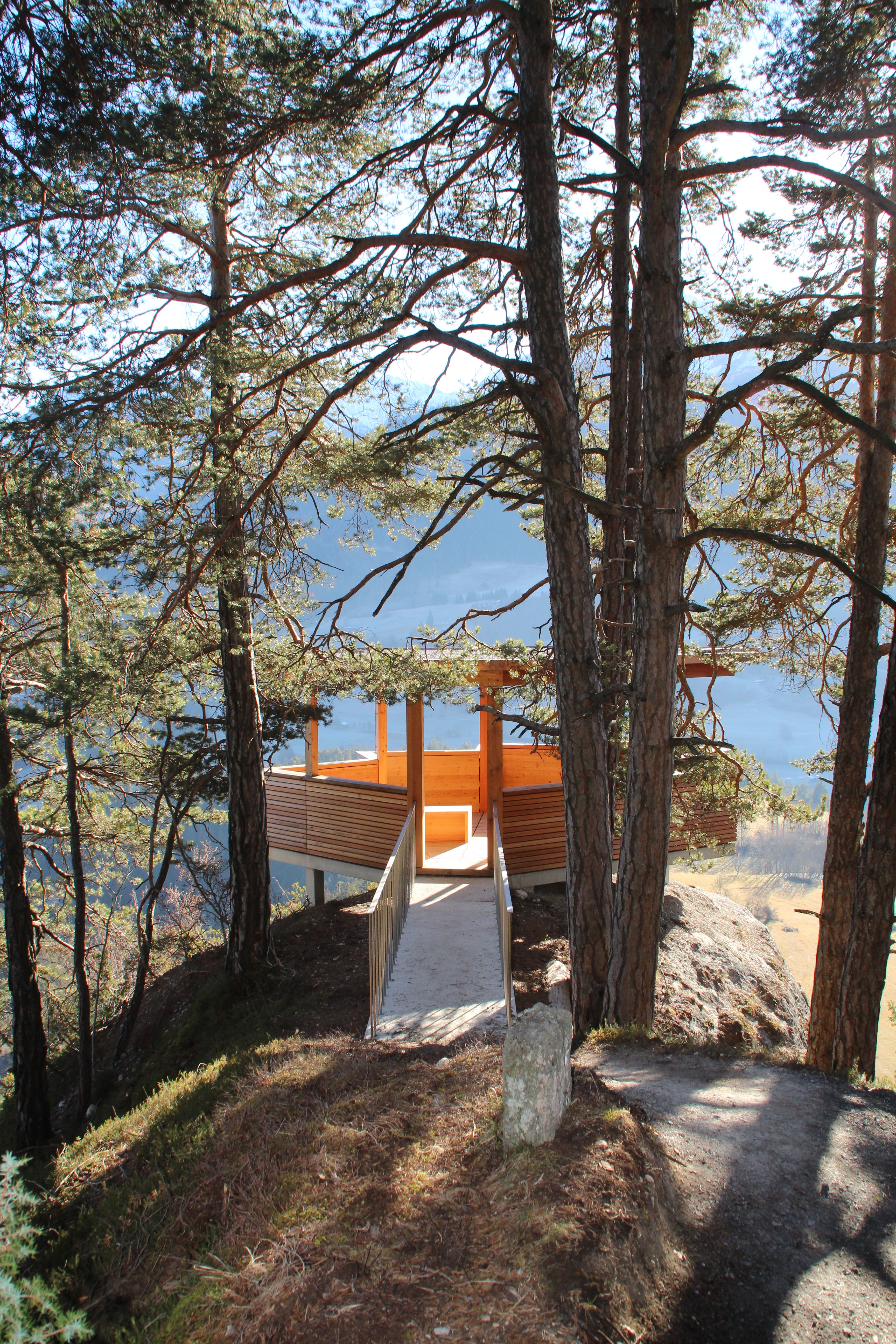
Crap Signina

## Bilder der Landschaft

Ruinaulta. Historisches Luftbild von Werner Friedli (1954)
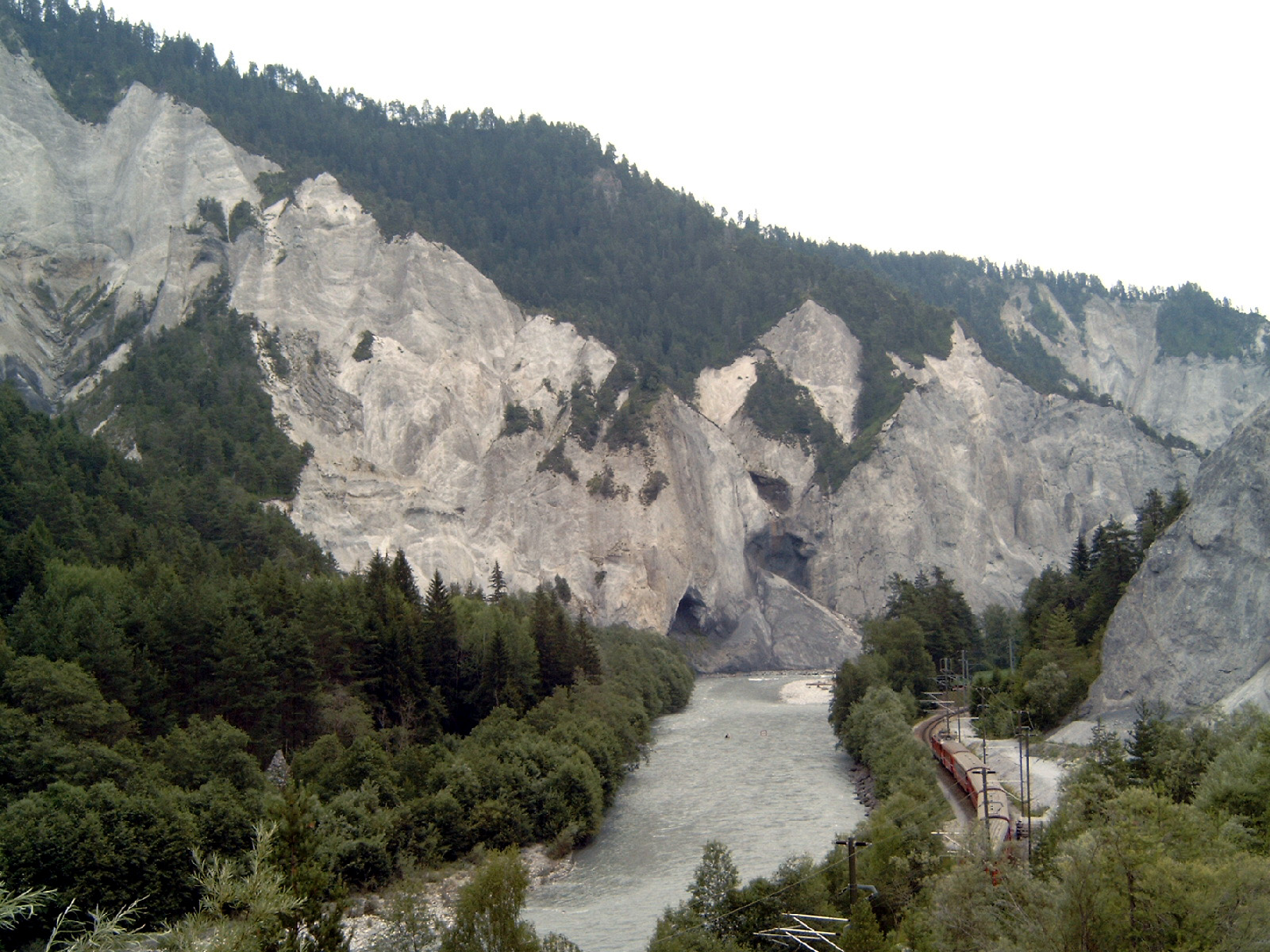
Ruinaulta mit Zug der Rhätischen Bahn
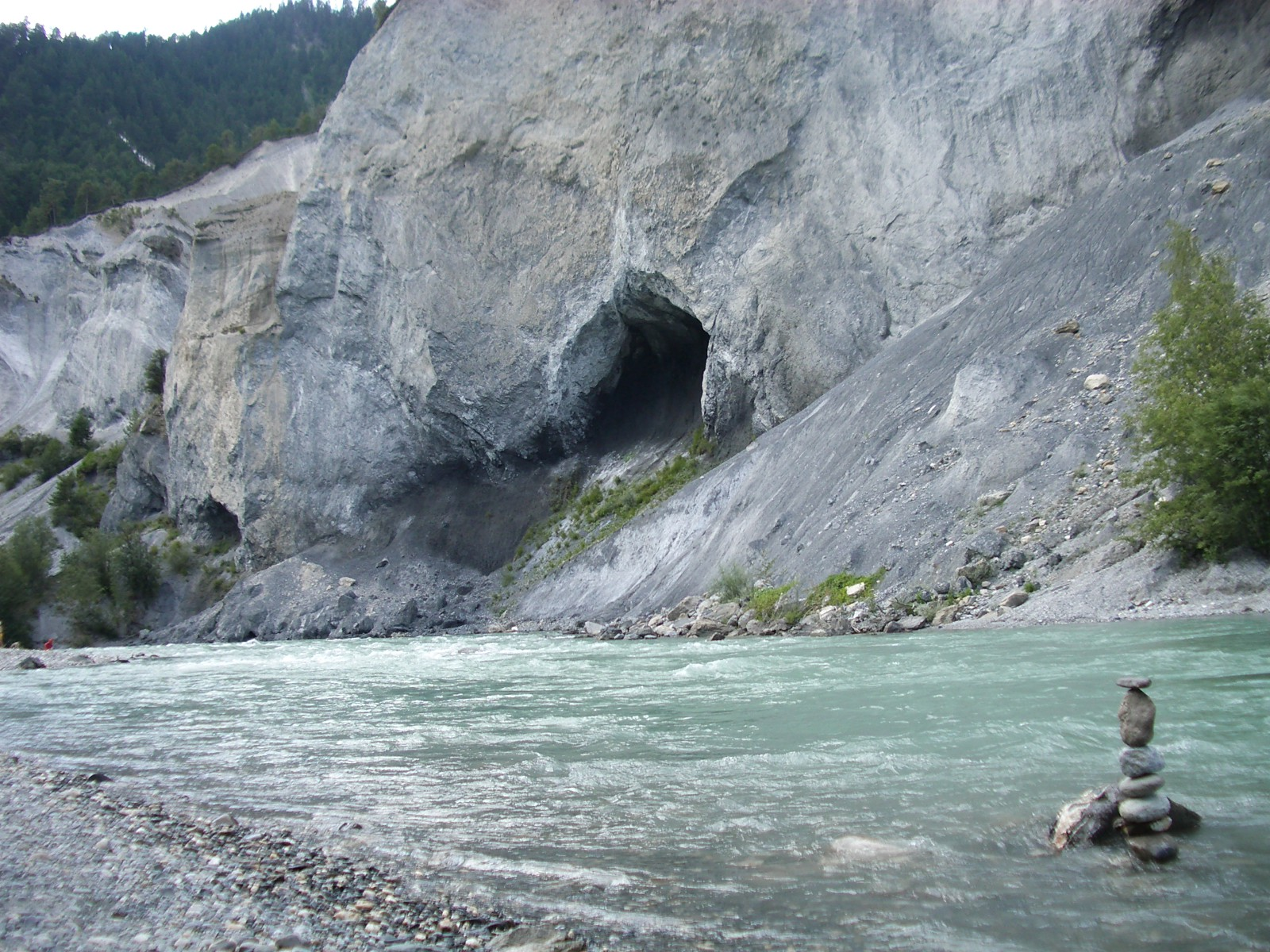
Vorderrhein nahe Station Versam-Safien
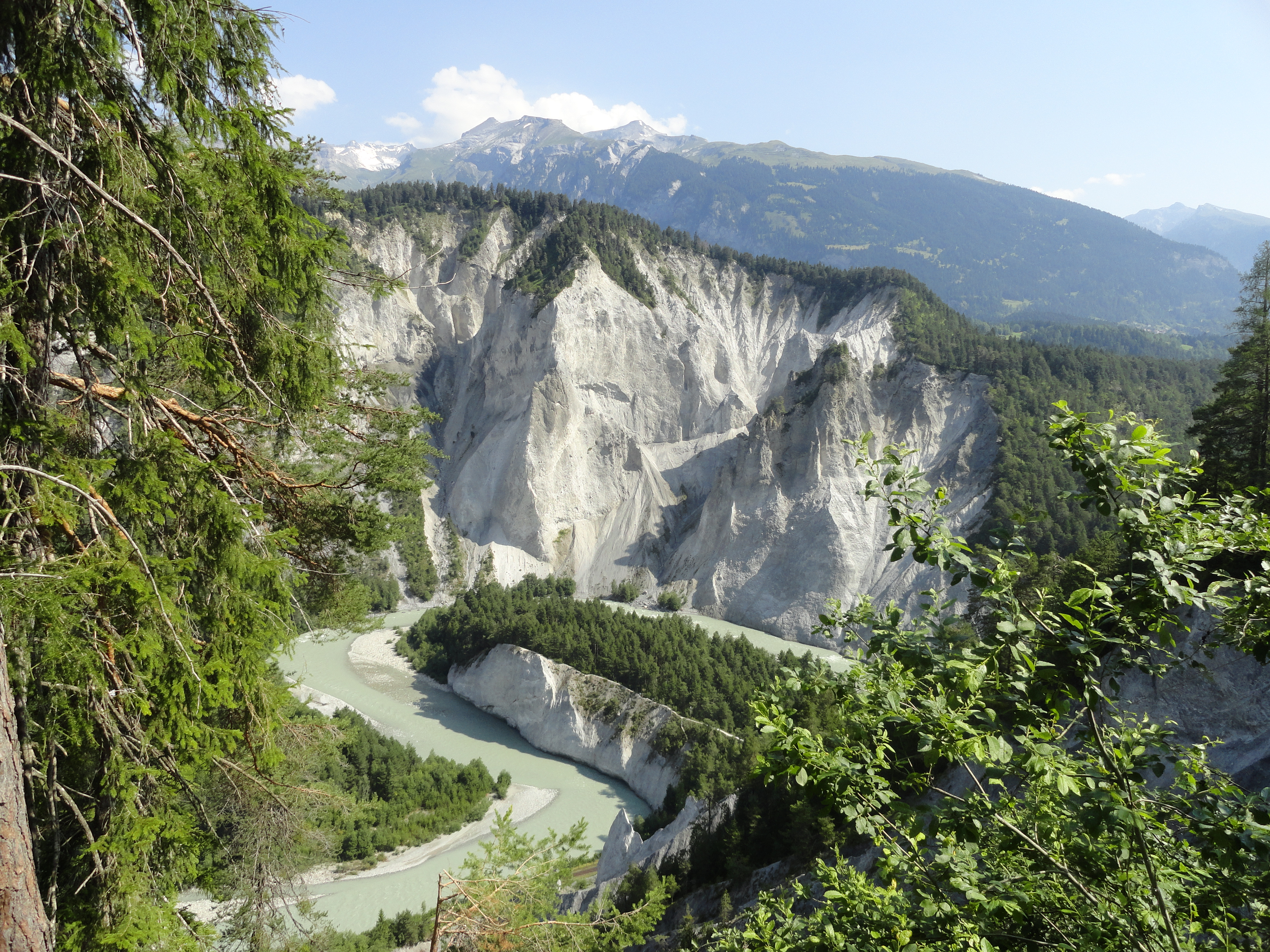
Blick von der Plattform Islabord gegen Nordosten. Vor der Steilwand den Ruinas sut Crestaulta umfliesst der Rein Anteriur die Chli Isla
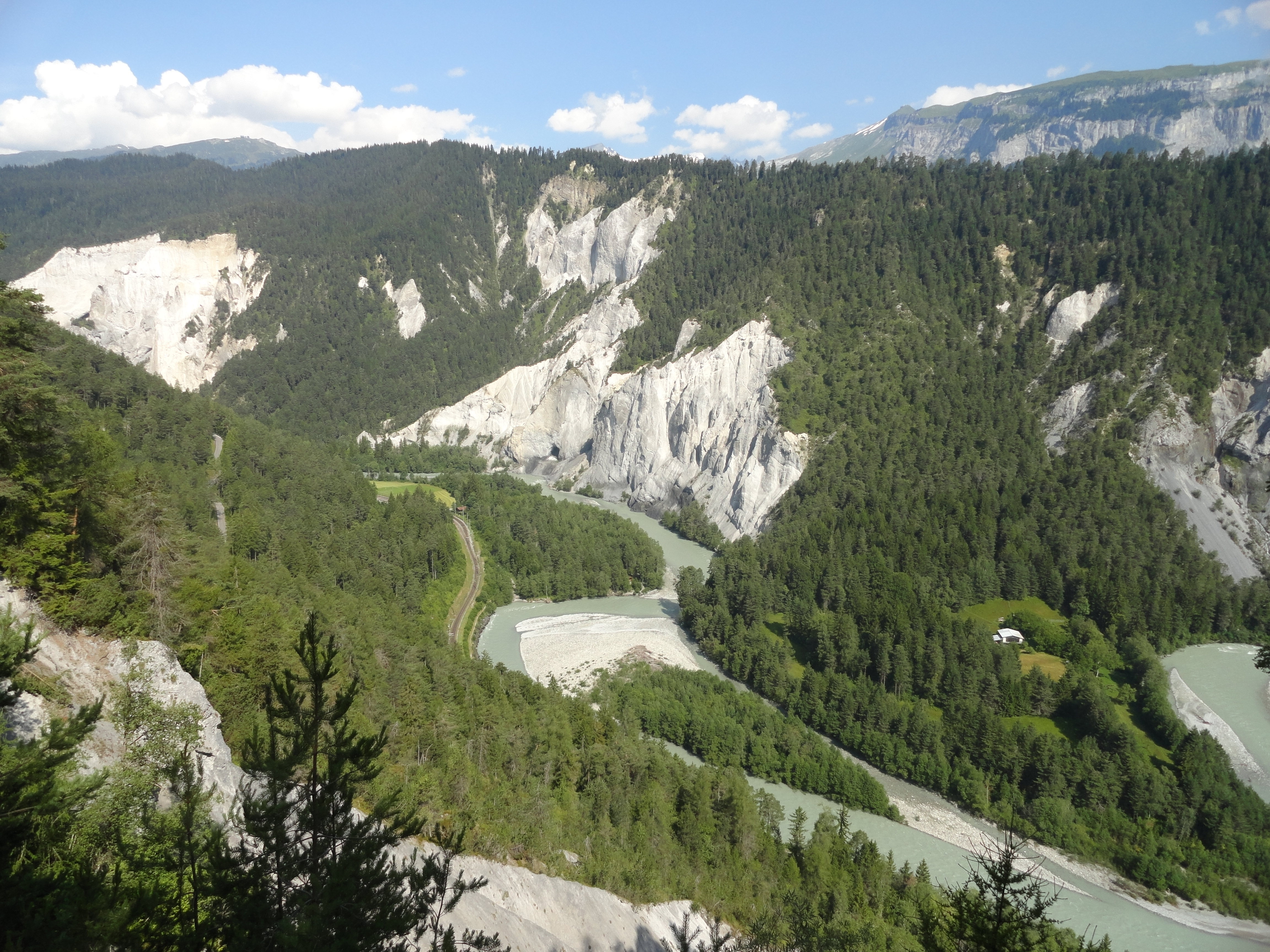
Blick von der Aussichtsplattform Islabord in Richtung West-Nord-West oberhalb des Chrummwag
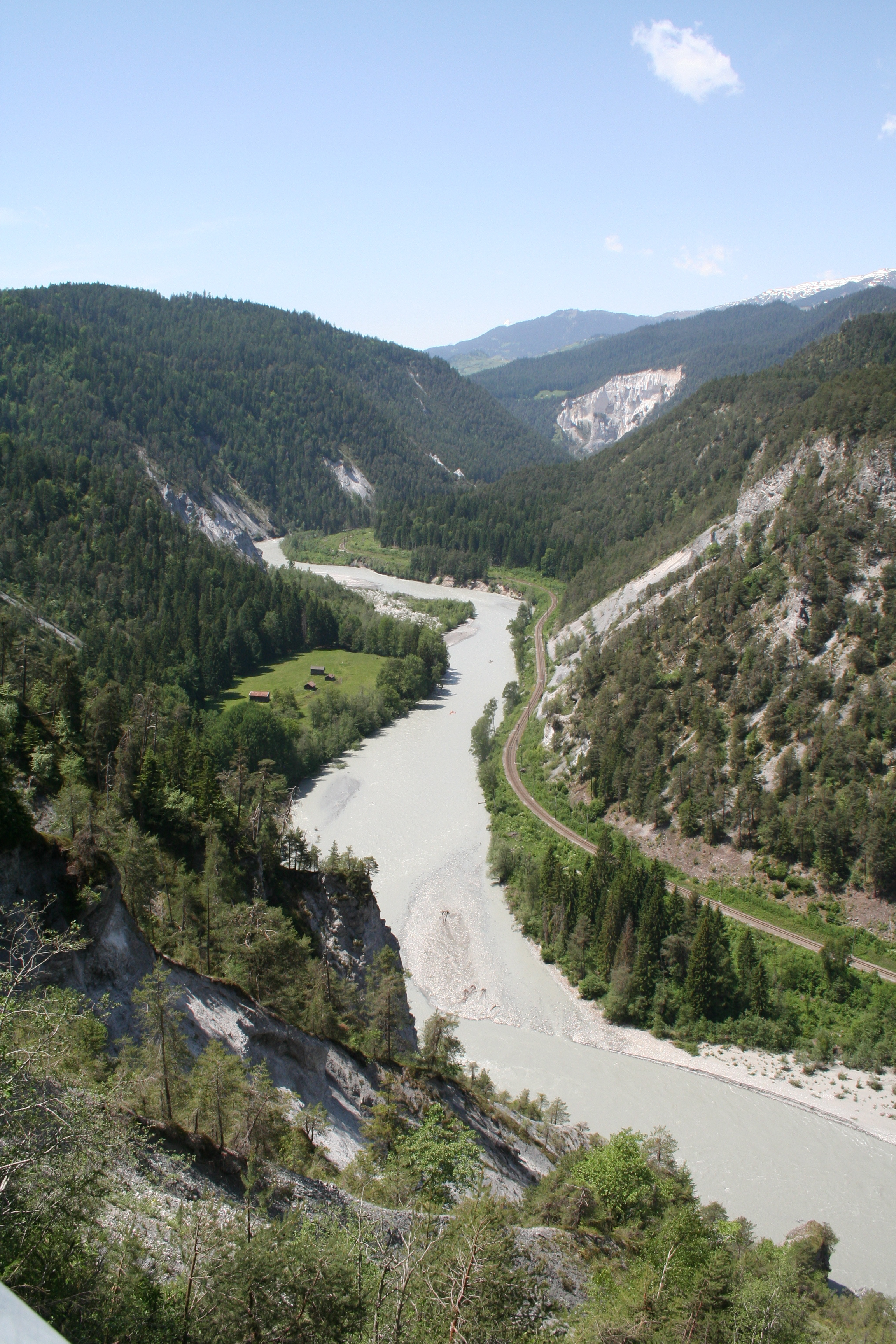
Blick von der Kunststrasse Bonaduz-Versam Richtung Ilanz (nahe Aussichtspunkt Zault)

## Varia
Nach der Ruinaulta ist die örtliche Regionalzeitschrift benannt, die 2013 durch die Fusion der beiden Lokalblätter «Arena Alva» und «Rhiiblatt» entstand.